# 韩练成
韩练成（1909年2月5日—1984年2月27日），原名韩继周，曾用名韩圭璋，男，汉族，宁夏固原县人，中华民国国民革命军高级将领，中国共产党打入国民党内部的卧底，后为中国人民解放军中将。

## 生平

### 早年经历
父亲韩正荣是清末甘军董福祥部的一个哨官（连级），因伤回家务农，兼做木工。母亲生了兄弟四人，只有韩练成没有夭折长大成人。1920年12月海原大地震，全家三口外出逃难。

### 从军
韩练成1925年赴银川打算报考黄埔军校。母亲借了一张“韩圭璋”的中学毕业证，从此以后，就改称韩圭璋。被西北陆军马鸿逵第七师军官教导队录取。1926年9月，韩圭璋所在的西北陆军第七师正式被编为国民军联军第四军，参加北伐战争，马鸿逵升任军长，韩圭璋任排长，国民军联军的总政治部部长是共产党人刘伯坚，联军总政治部派到马鸿逵部第四军的政治处长是共产党人刘志丹。刘伯坚认定韩是一个好苗子，让刘志丹发给韩一份“革命军人登记表”，并指定国民军联军政治部秘书林红和第56团政治员吴某作为韩的入党联系人。北伐战争中担任过步兵连长、独立团骑兵连长。1927年5月中旬的一次宿营中，韩的骑兵连驻守在距冯玉祥总司令部五里之外的村子里担任外线警卫，解救了遭敌方骑兵营袭扰的总司令部。冯玉祥写的《我所认识的蒋介石》中称：“韩练成在北伐的时候，曾同我在一起共过患难的。”

### 清党后
1927年夏，冯玉祥受蒋介石拉拢清党，与共产党分手，刘伯坚也被“礼送”到武汉。1927年后，韩未能与共产党组织联系上，升任国民革命军第二集团军第一方面军（总指挥孙良诚）第四军（军长马鸿逵）步兵第59团团长。1928年5月任第四军独立骑兵团团长。1928年10月二次北伐结束后任暂编17师中校参谋。1929年5月，马鸿逵倒冯投蒋，韩任讨逆军十五路军。1930年5月底，中原大战蒋冯主力鏖战豫东，蒋介石在停靠归德火车站的“总司令列车行营”上亲自指挥，韩圭璋时任马部第64师独立团团长，守备归德。5月31日，冯军郑大章骑兵军的一支部队夜袭归德飞机场，蒋介石的“总司令列车行营”停在站内也被冯军骑兵猛打，“总司令列车行营”参谋长杨杰打电话让第64师独立团来援。韩命令团参谋长带三营集中重机枪死守归德城墙，命二营以排为单位展开袭扰敌军的栖马场逼其弃攻回援；自带一营跑步救援总司令列车行营，围三阙一，保护救驾蒋介石有功，蒋当即写下手令：“六十四师独立团团长韩圭璋，见危受命，忠勇可嘉，特许军校三期毕业，列入学籍，内部通令知晓。”1932年秋，蒋介石在汉口召见马鸿逵部高级军官，当众夸奖了韩。马鸿逵送韩到南京陆大进修，并通知韩的共党嫌疑。复兴社刘健群逮捕了韩并羁押三个月。蒋介石获悉后，开释了韩并委任江苏省保安干部训练团主任、省保安处副处长、独立十一旅旅长、镇江警备司令等职。1935年，韩进入陆军大学第三期进修，被授予少将军衔。

### 抗日战争时期
1937年7月爆发“卢沟桥事变”。7月中旬，韩练成参加庐山军官训练团集训后，立即被國民政府軍事委員會副总参谋长白崇禧邀去作彻夜长谈，韩表示愿意去抗战前线。第二天，白推荐韩作为第五战区司令长官李宗仁的高级参谋，并指派为李、白与各方联络的军事代表。8月中旬，韩练成陪同白崇禧会晤了到南京参加国防最高会议的周恩来、叶剑英等。1939年3月底，韩练成到广西，任第16集团军第170师副师长兼508旅旅长，因在桂南会战中指挥得当，升任170师师长。1940年春，蒋介石到柳州召开军事会议，发现韩练成已在桂系担任了师长，非常高兴，给了他一笔5万元的特支费，要他与各方人士联络感情，站稳脚跟。1942年5月，韩练成由第16集团军副参谋长虚职上调入国防研究院第一期做研究员，逐步形成了多军兵种合成作战、军训、军制等国防战略层面上的思维体系，撰写过《动员学》、《论国防教育》等论文。
1942年初，韩练成通过马鸿逵驻重庆的办事处主任周士观，安排于1942年6月在周士观女婿于伶的家里，韩与周恩来单独会面，确定了与党的同志关系，开始了在周恩来直接领导下的秘密工作。1943年，韩练成进入侍从室一处负责军事参谋的第二组任少将组员。1944年7月，韩调出侍从室任桂系第十六集团军副总司令。1945年4月第31军并入第46军，辖新编第19师、第175师、第188师，由于第188师师长海竟强（白崇禧的外甥）、第175师师长甘成城（夏威的姨甥）相争不下。韩被委任为第46军军长作为过渡。

### 内战时期
抗日戰爭勝利後，1945年9月下旬，韩练成率部渡过琼州海峡，以国军第46军军长身份兼任海南岛防卫司令官、行政院接收委员会主任委员等职，集海南党、政、军权于一身。暗中执行周恩来的指示，保护中國共產黨的琼崖纵队。虽剿共不力，但也作战受伤，仍得到蒋、白的信任。1946年10月率部调往青岛登陆，驻胶县、兰底，陈毅先派出陈子谷、华东局秘书长魏文伯、后派出华东军区政治部主任舒同携胶东军区政治部联络科科长杨斯德与韩见面。1947年1月底西调淄博。46军于2月3日全部到达博山。时鲁南国军正展开全面进攻，北线由韩统率四十六军，并七十三军一部、十二军全部，准备各就原地向莱芜，新泰进攻，其中十二军担任莱芜方向，四十六军直开新泰方面。2月4日46军南下，2月8日占领莱芜，新泰两城。1947年2月20日至23日的萊蕪戰役期间，向解放军提供軍事情報，並運用軍長職權延誤軍機，使部隊陷入包圍，並臨時故意將四十六軍，交給該軍三位師長中資歷最淺的188師師長莫敵代理其軍長，造成另一位師長不服，產生混亂、使解放軍一舉消滅46軍以及73軍（前77師）六萬余人，生俘李仙洲，使膠東、魯南的國軍失聯。莱芜战役结束后，韩练成赠诗一首给华东野战军司令员陈毅：
|  | 下民之子好心腸，解把戰場作道場。前代史無今戰例，後人誰寫此篇章。高謀一著潛淵府，決勝連年見遠方。我欲賀君君賀我，輝煌戰果賴中央。 |

1947年2月，坐轮船去上海，首先给白崇禧通电话，然后乘火车回南京，1947年3月3日参加了莱芜战役检讨总结会。担任了第八绥靖区副司令兼46军军长（因国民政府经费紧张46军未组建成），1947年3月底担任军务局参军处高级侍从参谋。
1947年9月中央军委颁布了《关于释放俘虏军官的方针》，华东军区把第562团团长在内的四十六军被俘营团级军官放归南京，韩的身份逐渐暴露。1948年4月，韩被调往兰州的西北军政长官张治中处任闲职。1948年8月召开南京军事会议，韩去参加这个会议但没让他列席。会后，国防部长何应钦要逮捕韩，得到了原侍从室老关系张治中、俞济时、关麟征鼎力相助，经苏州、上海赴香港。跟随一批民主人士坐船去大连，大连刚下船与连贯、胡绳、翦伯赞、宦乡换船去胶东，辗转到西柏坡。不久，被任命为第一野战军副参谋长，进军大西北。
1950年5月，韩练成入党，周恩来做证明人，张宗逊和甘泗淇为介绍人。1955年，韩被授予中将军衔。授衔前，周恩来总理曾征求过韩练成的意见：根据他的坎坷经历和条件、贡献，如果按起义的国军军长对待，可以考虑授予上将军衔。但如按他的入党时间和当时的职务，将被授予中将军衔。而韩坚持按自己入党时的职务、级别，接受中将军衔，不仅没有接受对起义将领的授衔待遇，且将发给他的按起义将领对待的奖金一次性地交了党费。

### 中华人民共和国时期
中华人民共和国成立后，韩练成历任西北军政委员会委员、西北军区副参谋长、兰州军区第一副司令员、训练总监部科学和条令部副部长、军事科学院战史研究部部长、甘肃省副省长等职，在兰州军区第一副司令员岗位离休；是第一、二届国防委员会委员，第一、三、四届全国人民代表大会代表，全国政协第五届常务委员，第六届全国委员会委员。1984年，韩在北京逝世，在其追悼会现场，摆放着第十二届全体中共中央政治局常委胡耀邦、叶剑英、邓小平、赵紫阳、李先念、陈云送的花圈，送花圈的还有彭真、邓颖超、徐向前，聂荣臻、万里、习仲勋、杨尚昆以及中共中央军委、中央组织部、中央统战部等，其规格之高，对于这样一位职位并不算高、曝光率较低的中将，都是罕见的。

## 个人生活
韩练成的妻子汪萍是江苏吴县人，她也偷偷支持并资助中国共产党。韩练成有4个子女，其中只有生于1948年的长子韩兢长大成人，其余3个女儿皆夭折。韩兢著有介绍韩练成的生平传记《隐形将军》。

## 传记
- 韩兢. . 宁夏人民出版社出版. 2017年1月. ISBN 9787227065753 （中文（中国大陆））.[10]

## 评价
韩练成在国共两个阵营都曾是传奇人物，在国民党蒋介石身边，他曾受到三个对立派系，西北军、桂系、蒋系高层的共同信任：被冯玉祥誉为“在北伐时与我共过患难”、在抗日正面战场带领桂系主力、甚至在莱芜战败后反而贴到蒋介石身边参与最高机密，叙级中将。在共产党阵营，他与周恩来建立了秘密而密切的单线联系，周恩来说他是“没有办理入党手续的共产党员”，朱德称赞他“为党、为革命立了大功、立了奇功”，毛泽东更说：“蒋委员长身边有你们这些人，我这个小小的指挥部，不仅指挥解放军，也调动得了国民党的百万大军哪！”以致蒋纬国在1996年还说他“是隐藏在老总统身边时间最长、最危险的共谍”。
1950年1月，时任西北军政委员会副主席的张治中曾当着彭德怀、习仲勋的面说，我问过周总理：韩练成“是蒋身边的红人，并非常人从表面上看到的‘杂牌’军人，也不是受排挤、没出路的人，这样的人为什么也会跟共产党走？”周恩来答：“这正是信仰的力量。”

## 文艺作品
2010年由江西卫视播出的谍战电视剧《隐形将军》，其主人公“连城”的原型即为韩练成将军，由黄觉扮演。

### 延伸阅读
- 朱鹏景. . 南方网 (南方都市报). 2015年11月26日  [2018年3月18日]. （原始内容存档于2020年6月5日） （中文（中国大陆））.